# Kanae Itō
Kanae Itō (jap. 伊藤 かな恵 Itō Kanae) (ur. 26 listopada 1986 w Nagano) – japońska seiyū i piosenkarka, związana z Aoni Production. Dwukrotna zwyciężczyni Seiyū Awards.

## Role
Ważniejsze role w anime:
- Shugo Chara! – Amu Hinamori
- Tetsuwan Birdy Decode – Natsumi Hayamiya
- To LOVE-Ru – Nana Astar Deviluke
- Toaru Kagaku no Railgun – Ruiko Saten
- Sora no Manimani – Mihoshi Akeno
- Queen’s Blade: Rurou no Senshi – Airi
- Taishō Yakyū Musume – Koume Suzukawa
- Ookami-san to Shichinin no Nakamatachi – Ringo Akai
- Shinryaku! Ika Musume – Sanae Nagatsuki
- Kami Nomi zo Shiru Sekai – Elsie
- Asobi ni Iku yo! – Eris
- Mayoi Neko Overrun! – Fumino Serizawa
- Haganai - nie mam wielu przyjaciół – Sena Kashiwazaki
- Hanasaku Iroha – Ohana Matsumae
- Pretty Rhythm: Aurora Dream – Amamiya Rizumu/Tōdō Rizumu
- Ro-Kyu-Bu! – Aoi Ogiyama
- Sacred Seven – Wakana
- Softenni – Asuna Harukaze
- Hyōka – Kurako Eba
- Sword Art Online – Yui
- Oda Nobuna no Yabō – Oda Nobuna
- Hataraku Maō-sama! – Suzuno Kamazuki
- Photo Kano – Haruka Niimi
- Strike the Blood – Kanon Kanase
- Toaru majutsu no Index – Ruiko Saten
- Ōkami Shōjo to Kuro Ōji – Erika Shinohara
- Hōseki no kuni – Ametyst

## Albumy
- Kokoro Keshiki (2011)[3]
- Miageta Keshiki (2013)[3]

## Nagrody
- Nagroda Seiyū (2010) w kategorii: najlepsze objawienie wśród aktorek[4]
- Nagroda Seiyū (2011) w kategorii: najlepsza aktorka ról drugoplanowych[5]